# Sprint Rally Nova Gorica
Sprint Rally Nova Gorica je avtomobilistična dirka ki poteka na Banjški planoti. Rally je vseboval eno hitrostno preizkušnjo ki se je odpeljala štirikrat. Leta 2014 se je rally preimenoval v Rally Nova Gorica, saj je bil prvič del državnega prvenstva Republike Slovenije (pred tem je bil le pozivna dirka). Zaradi slednjega se je povečalo tudi število hitrostnih preizkušenj. Nove hitrostne preizkušnje so HP Morsko ter HP Ravnica. Leta 2015 sta se dodali še 2 hitrostni preizkušnji in sicer HP Kromberk, kjer gre sicer za HP Ravnica samo v obratno smer ter najdaljša 22,40 km dolga preizkušnja HP Lig.

## Zmagovalci
| Leto | Dirkač                                                 | Sovoznik                                               | Dirkalnik                                              |
| ---- | ------------------------------------------------------ | ------------------------------------------------------ | ------------------------------------------------------ |
| 2012 | Claudio De Cecco                                       | Alberto Barigelli                                      | Ford Focus WRC                                         |
| 2013 | Claudio De Cecco                                       | Alberto Barigelli                                      | Ford Focus WRC                                         |
| 2014 | Claudio De Cecco                                       | Alberto Barigelli                                      | Peugeot 208 T16 R5                                     |
| 2015 | Umberto Scandola                                       | Guido D'Amore                                          | Škoda Fabia R5                                         |
| 2016 | Claudio De Cecco                                       | Alberto Barigelli                                      | Škoda Fabia R5                                         |
| 2017 | Nikolay Gryazin                                        | Yaroslav Fedorov                                       | Škoda Fabia R5                                         |
| 2018 | Ondrey Bisaha                                          | Petr Tešinsky                                          | Ford Fiesta R5                                         |
| 2019 | Nikolay Gryazin                                        | Yaroslav Fedorov                                       | Volkswagen Polo GTI R5                                 |
| 2020 | Dirka je odpadla zaradi pandemije novega koronavirusa. | Dirka je odpadla zaradi pandemije novega koronavirusa. | Dirka je odpadla zaradi pandemije novega koronavirusa. |
| 2021 | Emmanuel Guigou                                        | Arnaud Dunand                                          | Alpine A110 Rally RGT                                  |
| 2022 | Rok Turk                                               | Blanka Kacin                                           | Hyundai i20 N Rally2                                   |
| 2023 | Martin Laszlo                                          | David Berendi                                          | Škoda Fabia Rally2 evo                                 |